# Чанчимино, Вито
Вито Альфио Чанчимино (итал. Vito Alfio Ciancimino; 2 апреля 1924, Корлеоне, Сицилия — 19 ноября 2002, Рим) — итальянский политик.

## Биография
Родился 2 апреля 1924 года в Корлеоне, сын Джованни Чанчимино и Пьетры Мантована. Учился в начальной и средней школе, а также в государственном классическом лицее Корлеоне, затем в лицее имени Джованни Мели в Палермо, который окончил в 1941 году. В 1942 году записался на Инженерный факультет университета Палермо, выдержав к 1946 году около двадцати экзаменов. В 1953 году записался на второй курс Юридического факультета, но не так и не сдал выпускные экзамены.
Получил среднее специальное образование геодезиста, с 1959 по 1964 год занимал в Палермо должность асессора по общественным работам в период, когда мэром был Сальво Лима, убитый мафией в 1992 году (период 1950-х — 1960-х годов известен как «разграбление Палермо» ввиду значительных финансовых нарушений времён строительного бума). В 1970 году Чанчимино избран мэром Палермо, позднее этот период его деятельности стал предметом рассмотрения Национальной антимафиозной комиссии. В 1984 году Томмазо Бушетта дал показания против Чанчимино, назвав его членом мафиозного клана Корлеоне, вследствие чего Вито был арестован и исключён из Христианско-демократической партии. В 1990-х годах против него проводилось расследование на предмет злоупотреблений в системе государственных закупок на Сицилии. 28 ноября 2001 года приговорён к 13 годам заключения за связи с мафией, отбывал наказание под домашним арестом. В начале 2002 года городские власти Палермо предъявили Чанчимино иск на возмещение материального ущерба в размере 150 млн евро (300 млрд лир), в общей сложности была конфискована его собственность на сумму 7 млрд лир. Умер 19 ноября 2002 года в своей римской квартире.
В 2010 году вдова Чанчимино Эпифания Сильвия Скардино и его дети, Массимо и Лучана, передали органам следствия фотокопии документов о платежах, которые в период 1979—1983 годов Чанчимино получал от Сильвио Берлускони (тогда ещё не политика, а только предпринимателя), а также от предпринимателей Джузеппе Чаррапико (Giuseppe Ciarrapico) и Гаэтано Кальтаджироне (Gaetano Caltagirone).
В своей книге о Вито Чанчимино его сын Массимо воспроизвёл со слов отца историю публикации 1 декабря 1970 года в газете L’Ora карикатуры Бруно Карузо с подписью «Да здравствует Сицилия», на которой были изображены политики Джованни Джойя, Бернардо Маттарелла, Джироламо Беллависта, прокурор Республики Пьетро Скальоне, Вито Чанчимино и известный мафиози Лучано Лиджо. Джойя, Беллависта, Чанчимино и наследники убитого к тому времени Скальоне решили обратиться по этому поводу с иском в суд и предложили сыну покойного Бернардо Маттарелла Пьерсанти как наиболее известному представителю семьи присоединиться к ним, но тот отказался.